# Echthrus brevicornis
Echthrus brevicornis là một loài tò vò trong họ Ichneumonidae.